# Alfred Beni
Alfred Beni (ur. 3 czerwca 1923, zm. 4 czerwca 1995) – szachista austriacki. 
Mistrz międzynarodowy od 1951. Wielokrotny mistrz Wiednia. Siedmiokrotnie reprezentował Austrię na olimpiadach szachowych. W 1957 uczestniczył w turnieju strefowym w Sofii. W silnie obsadzonym turnieju w Wiedniu (przełom 1950/51) zajął II miejsce.